# روت (لاندسبرگ)
روت (به آلمانی: Rott) یک شهر در آلمان است که در بایرن واقع شده‌است.

## خصوصیات
روت ۱۹٫۷۳ کیلومترمربع مساحت دارد ۷۰۲ متر بالاتر از سطح دریا واقع شده‌است.